# Lycoming O-145
O Lycoming O-145 é parte de uma família de motores boxer pequenos, de baixa potência, quatro cilindros refrigerados a ar. 
Foi o primeiro motor aeronáutico desse tipo da Lycoming Engines e foi produzido de 1938 até o final da década de 1940. A família inclui o GO-145 com engrenagem de redução. O O-145 recebeu seu Certificado de Tipo Aprovado em 13 de junho de 1938.

## Projeto e desenvolvimento
O O-145 foi produzido em três versões principais, o O-145-A com 55 cv (41 kW), o -B com 65 cv (48 kW) e o -C com 75 cv (56 kW). O modelo "B" foi o principal modelo de produção, com o "A" e o "C" produzidos em quantidades muito menores.
Todos os modelos da série tinham o mesmo diâmetro, curso e deslocamento, potência adicional sendo gerada pelo aumento da taxa de compressão e rotação máxima. Todos usam um carburador Stromberg NA-S2 ou NA-S2A ou Marvel MA-2 ou MA-2-A. As versões de ignição dupla usam dois magnetos Scintilla SF-4L, SN4LN-20 ou -21, Superior SMA-4 ou Edison-Splitdorf RMA-4.
O O-145-A original produzia 55 hp (41 kW) a 2300 rpm, pesava 165,5 lb (75 kg) e apresentava ignição única. Em uma tentativa de competir com o Continental A-65, a Lycoming aumentou a rotação e a potência para 65 hp (48 kW) a 2550 rpm e, finalmente, 75 hp (56 kW) a 3100 rpm. O O-145 teve dificuldade em competir com os Continental de mesma potência devido ao seu deslocamento menor, o que resultava em uma curva de torque mais acentuada.
O GO-145 é um modelo com engrenagens, lançado em 1938, que usa uma caixa de engrenagens com relação de redução 27:17 (1,59:1) para produzir 75 cv (56 kW) a 3.200 rpm do virabrequim, gerando 2.013 rpm da hélice. O motor emprega uma caixa de câmbio aparafusada na frente do motor e o motor resultante pesa 193 lb (88 kg) sem motor de arranque ou gerador. O GO-145 sofria de má reputação de confiabilidade, porque os pilotos manejavam o motor incorretamente, fazendo-o funcionar a uma rotação de cruzeiro muito baixa e causando desgaste da caixa de câmbio como resultado.
O certificado de tipo da série expirou em 2 de novembro de 1950 e nenhum motor O-145-B1 ou -C1 ou GO-145-C1s foi produzido após 1 de agosto de 1941 e O-145-B2, -B3 ou -C2 ou GO-145- C2 ou -C3s produzidos após 24 de agosto de 1949 são elegíveis para certificação. As séries O-145-A, O-145-B1 e -C1 de ignição única não são cobertas pelo certificado de tipo original.
A Lycoming encerrou a produção do O-145 e substituiu-o pela série O-235.

## Variantes
O-145-A
Quatro cilindros, acionamento direto, 55 hp (0 kW), ignição única
O-145-A3
Quatro cilindros, acionamento direto, 55 hp (0 kW), ignição única, com partida e gerador instalados
O-145-B1
Quatro cilindros, acionamento direto, 65 hp (0 kW) a 2550 rpm, ignição simples, 155 lb
O-145-B2
Quatro cilindros, acionamento direto, 65 hp (0 kW) a 2550 rpm, ignição dupla, 166 lb

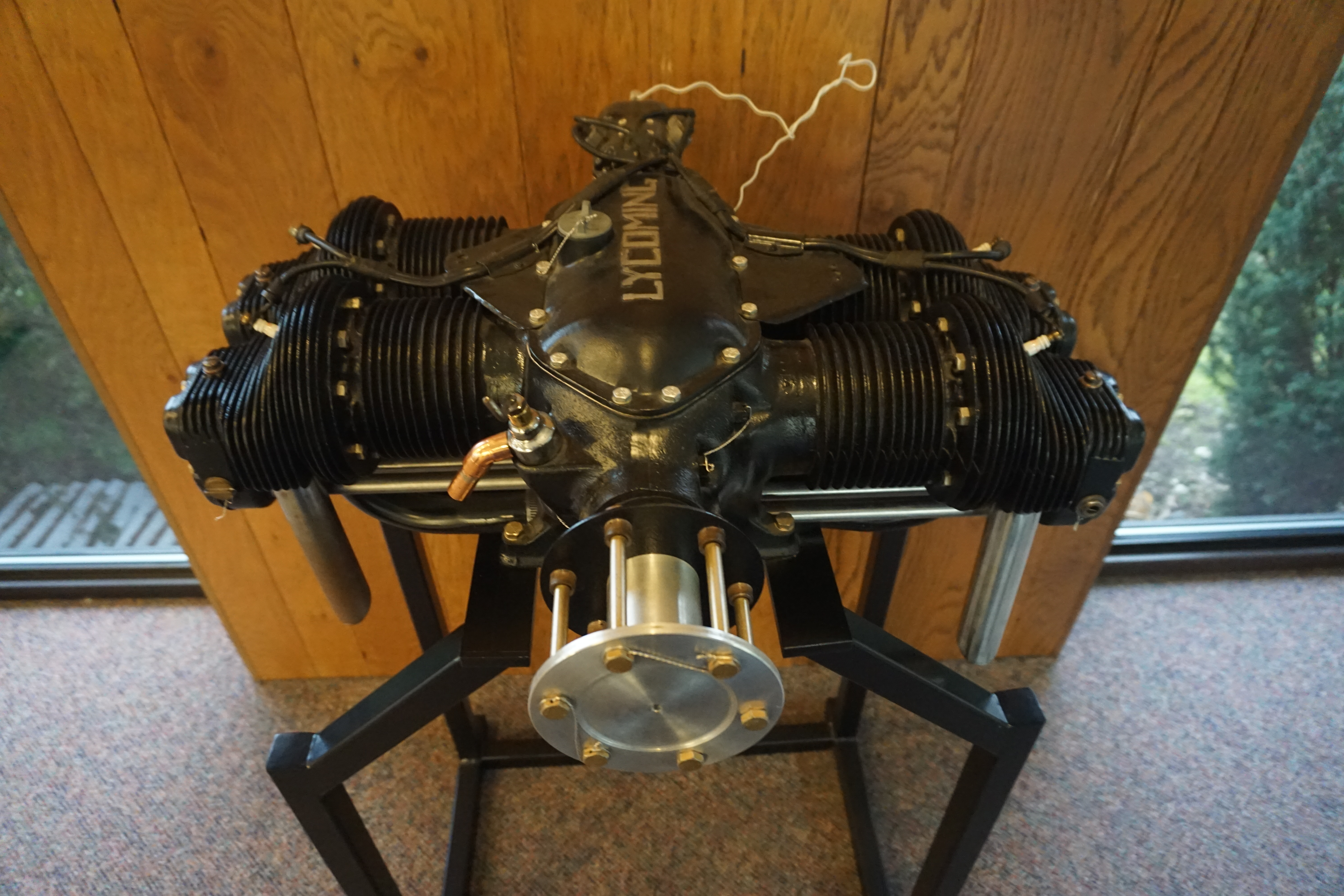
Um O-145-B em exibição no Air Zoo.

O-145-B3
Quatro cilindros, acionamento direto, 65 hp (0 kW) a 2550 rpm, ignição dupla, 169 lb
O-145-C1
Quatro cilindros, acionamento direto, 75 hp (100 kW) a 3100 rpm, ignição simples, 155 lb
O-145-C2
Quatro cilindros, acionamento direto, 75 hp (100 kW) a 3100 rpm, ignição dupla, 166 lb
GO-145-C1
Quatro cilindros, caixa de engrenagens de redução, 75 hp (100 kW) a 3200 rpm, ignição simples, 182 lb
GO-145-C2
Quatro cilindros, caixa de engrenagens de redução, 75 hp (100 kW) a 3200 rpm, ignição dupla, 193 lb
GO-145-C3
Quatro cilindros, caixa de engrenagens de redução, 75 hp (100 kW) a 3200 rpm, ignição dupla, 195 lb

## Aplicações
O-145
- Aeronca Chief 50L, 50LA, 65LA
- Aeronca Super Chief 65LB
- Aeronca Tandem 50TL, 60TL, 65TL
- Airdrome Fokker D-VIII
- Luscombe 8B
- Mooney Mite M-18L
- Piper J-3L Cub, most often the 65 hp version
- Piper J-4F Cub Coupe
- Piper PA-8 Skycycle
- Carlson Skycycle
- Piper PA-15 Vagabond
- Porterfield Collegiate LP-50, LP-55, LP-65
- Taylorcraft BL series (BL-50, BL-65, BL-12-65, etc.)
- Taylorcraft DL
- Taylorcraft Plus C

GO-145
- Piper J-5B Cub Cruiser[3]
- Funk B75L[3]
- General Skyfarer[3]
- Rich Twin 1-X-2[3]
- Shirlen Big Cootie
- Stinson 10B Voyager